# Suknia koktajlowa

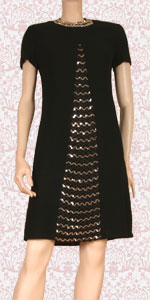
Czarna suknia koktajlowa

Suknia koktajlowa – rodzaj eleganckiej sukni, która popularność zdobyła po II wojnie światowej. Pierwsza sukienka koktajlowa została zaprojektowana przez Christiana Diora w 1948.
Strój noszony jest w sytuacjach wymagających elegancji, na przykład podczas formalnych spotkań w ciągu dnia. Sukienka koktajlowa jest lżejsza i krótsza od sukni wieczorowej – sięga od nieco powyżej kolan do połowy łydek. 

## Galeria

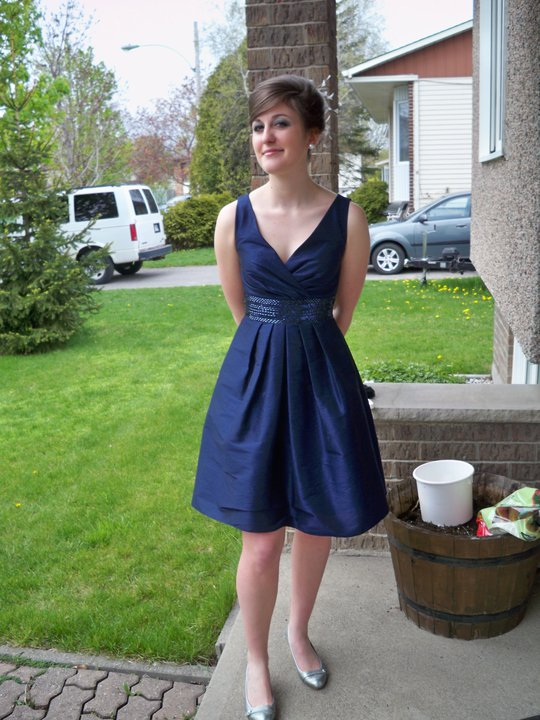
Krótka sukienka koktajlowa
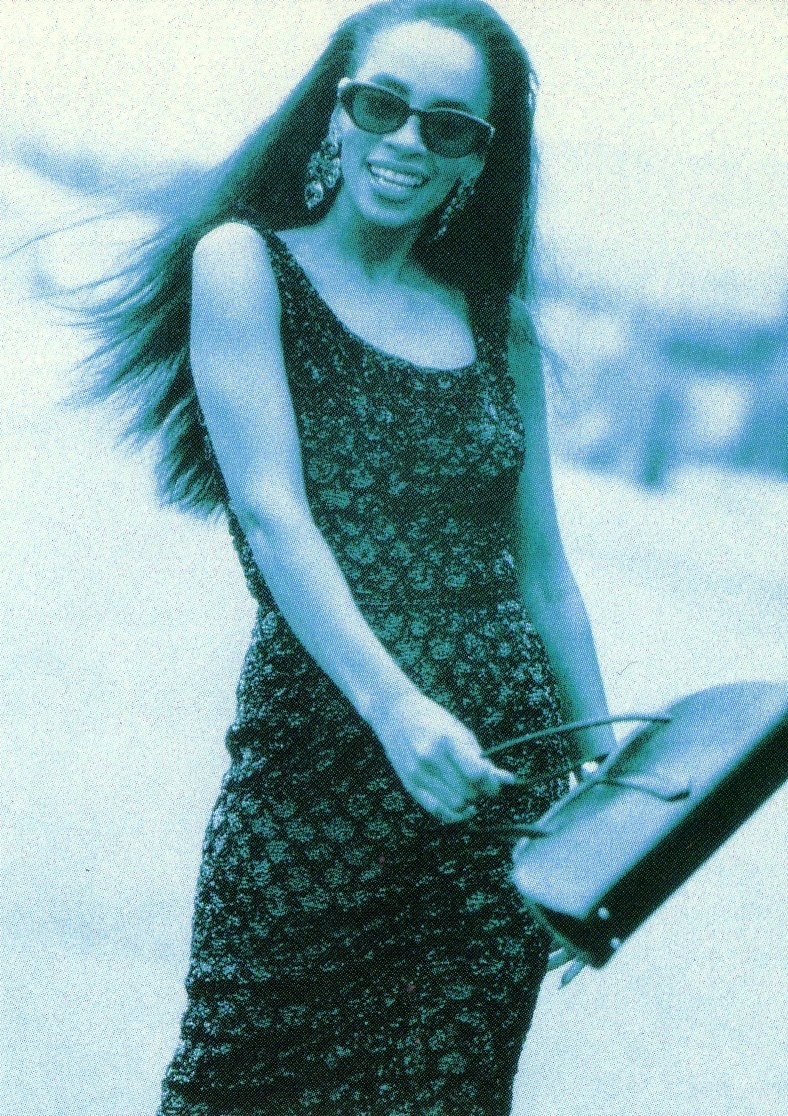
Sukienka koktajlowa w stylu vintage
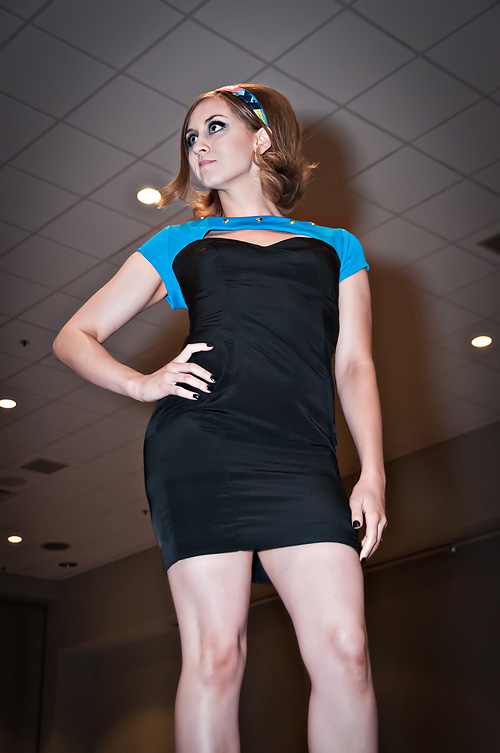
„Mała czarna” jako sukienka koktajlowa